# Apoštolové ze sousoší Olivetské hory
Apoštolové ze sousoší Olivetské hory (1500–1510) jsou fragmentem vícefigurového sousoší Olivetské hory neznámého původu. Sochy byly nalezeny na městské pile v Chebu v okrese Cheb a převedeny do Městského muzea. Nyní jsou vystaveny ve stálé expozici chebské plastiky Galerie výtvarného umění v Chebu.

## Sochy

### Sv. Jan
Socha z lipového dřeva 73 × 66 × 24 cm ve vysokém reliéfu, poškozeny prsty na pravé ruce a noze a část podstavce.
Sv. Jan sedí se zkříženýma nohama a ve spánku se opírá o stylizované skalisko. Levá ruka je loktem opřená o skálu a drží knihu, pravá se opírá o koleno.

### Sv. Petr
Socha z lipového dřeva 73 × 40 × 23,5 cm ve vysokém reliéfu, chybí levá ruka (s mečem?) a část nohou po nepůvodním seříznutí sochy za levým ramenem.
Sv. Petr je zobrazen napůl ležící na boku. Jeho pravá ruka, která podpírá hlavu, je opřena loktem o skálu. Typově socha odpovídá západočeské řezbářské tradici.

## Popis a zařazení
U obou soch se zachovala původní polychromie na látkovém podkladu. Restaurovali K. Stádník (1972, 1986) a J. Živný (1994). 
V řezbářském provedení je suverénně zvládnuto rozvržení tělesných objemů i znázornění perspektivní zkratky. Pojetí drapérie, které kombinuje dlouhé linie záhybů s hlubokými prohlubněmi, řadí vznik soch do prvního desetiletí 16. století. Podle Ševčíkové, která klade vznik soch do konce 90. let 15. století, se jedná o nejstarší a nejhodnotnější dílo místní chebské dílny. Snaha o oddělení svrchního pláště od tělesného jádra a kontrast oblého tvaru s řasenou drapérií má svou jasnou logiku. Drapérie přestává být dominantním prvkem, je v rovnováze s figurou a má jednoduchou, plynule měkkou a jasnou formu. Tato prostota vyzařuje i z hlav apoštolů. Je výrazem hlubokého porozumění a uchovává si bezprostřednost citového prožitku. Vysoká kvalita díla je dána koncentrací na lidskou podstatu námětu, pro kterou našla odpovídající způsob ztvárnění.
Chebská socha sv. Jana se zkříženýma nohama je svým kompozičním řešením blízká zobrazení tohoto námětu z kostela sv. Michaela ve Vídni nebo z klášterního kostela v Reichenau. Také typem tváře s ostře řezanými rysy, nebo parukovitě stočenými vlasy se liší od jiných děl dochovaných na Chebsku a paralely je třeba hledat v Sasku, které udržovalo kontakty i s uměleckým centry ve Francích. Franckou řezbářskou tradici v kombinaci s pokročilými rysy saského sochařství představuje např. sv. Jan Evangelista z Černotína.
V pozdním středověku bylo sochařské zpracování Olivetské hory velmi populární. Dochovaná úplná sousoší Olivetské hory obsahují postavy klečícího Krista a apoštola sv. Jakuba, případně anděla s kalichem hořkosti. Pozdně gotická kamenná sousoší Olivetské hory jsou v kostele sv. Mořice v Olomouci, kostele sv. Jakuba v Jihlavě a Modřicích u Brna. Existence sousoší v Čechách je doložena z kostela sv. Bartoloměje v Plzni (1468), v Bezdružicích a v kostele sv. Jiří v Horním Slavkově (zničeno po r. 1977).

### Jiná díla

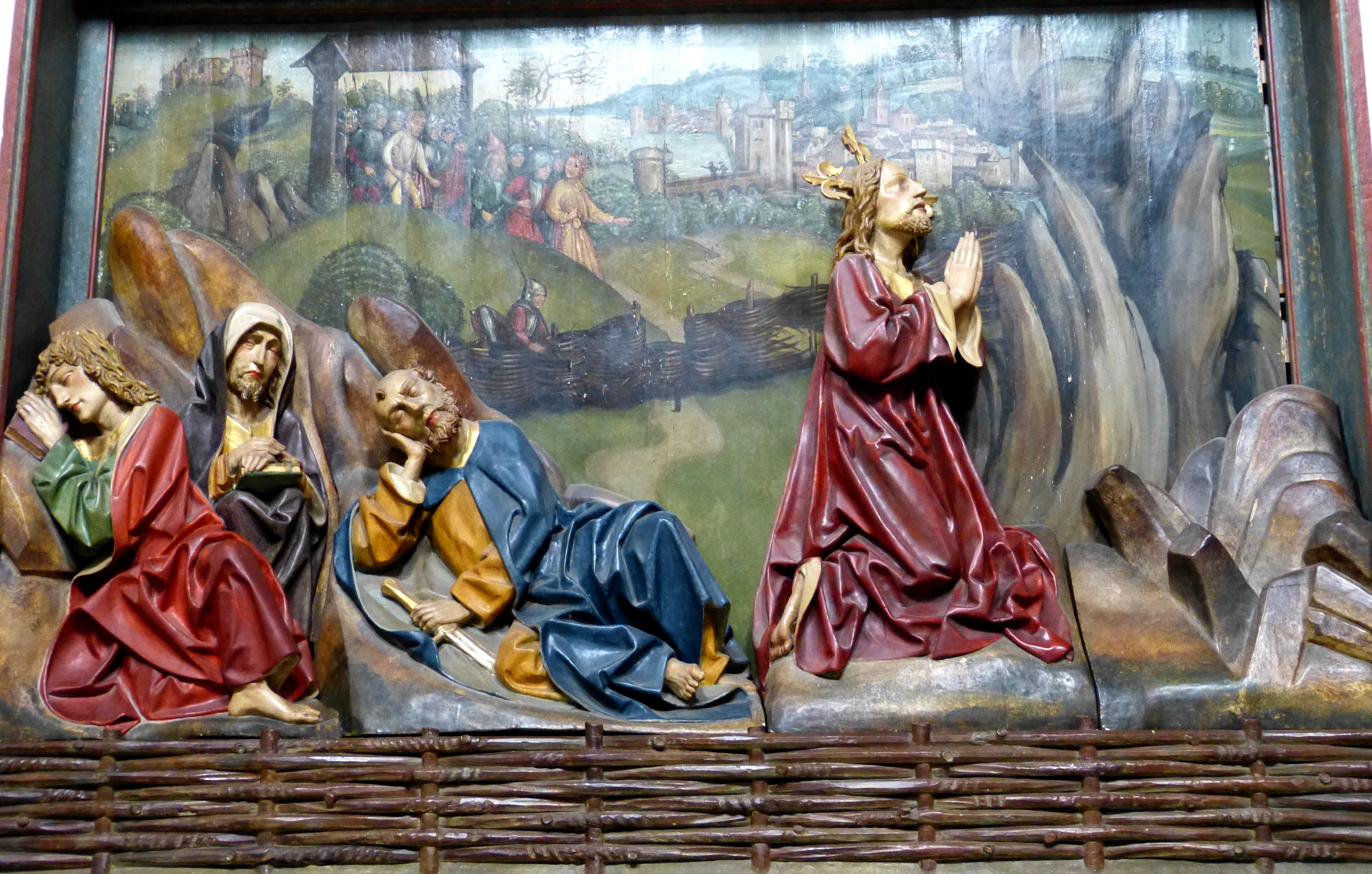
Sousoší Olivetské hory, Reichenau Münster (1480)
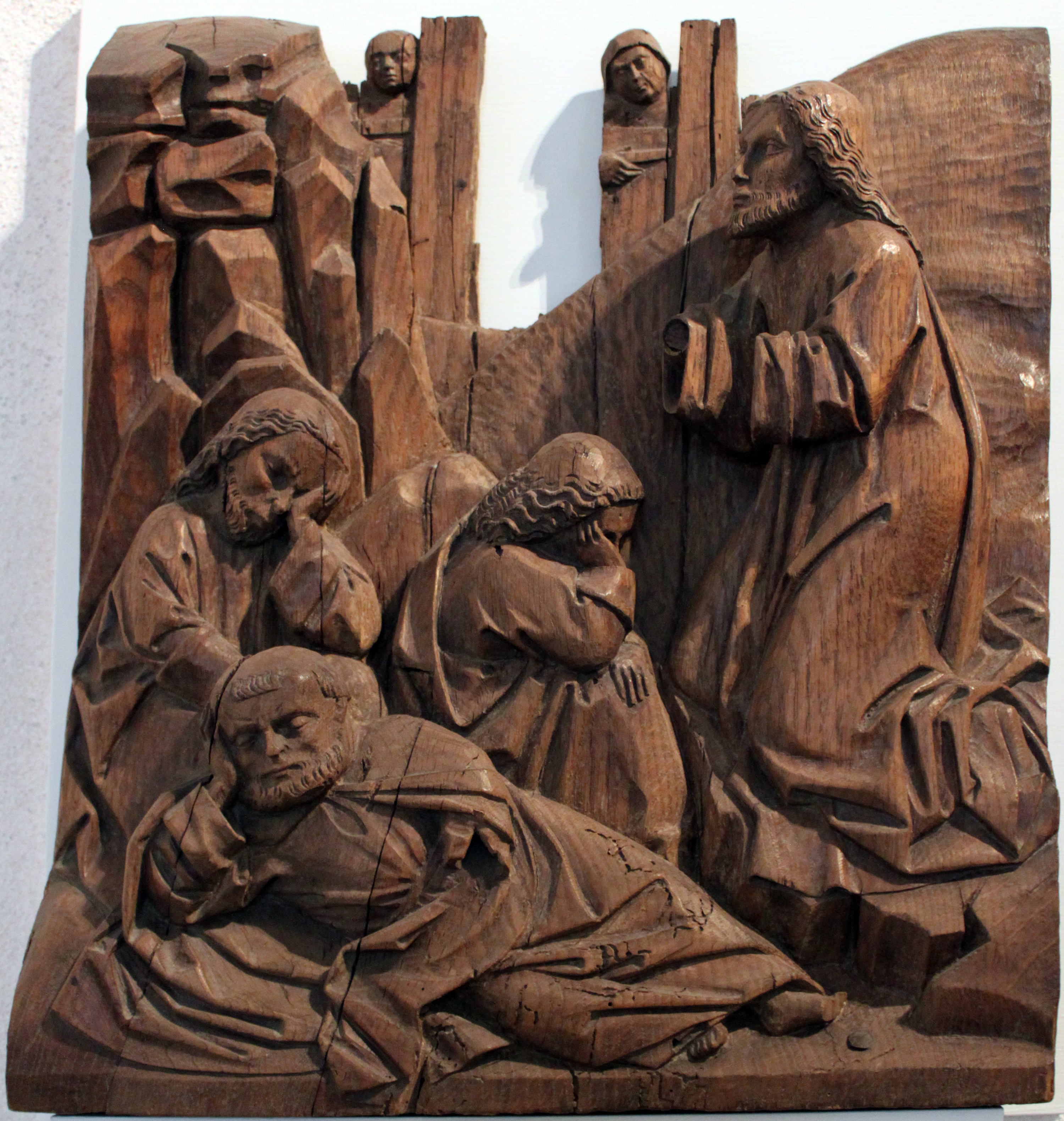
Olivetská hora, St. Marienkirche, Berlin (1470)
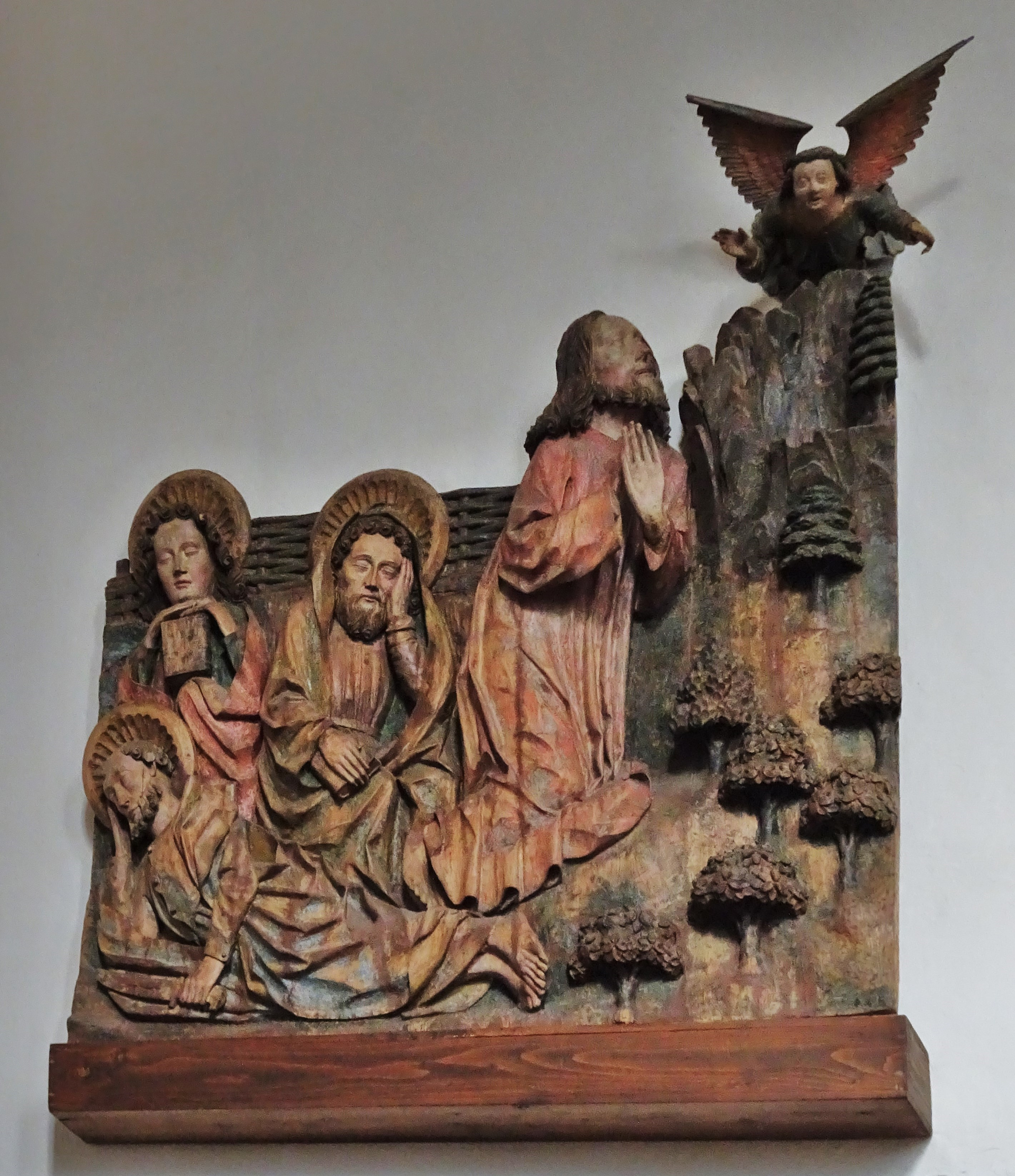
Olivetská hora, farní kostel sv. Martina (Obervellach) (konec 15. stol.)
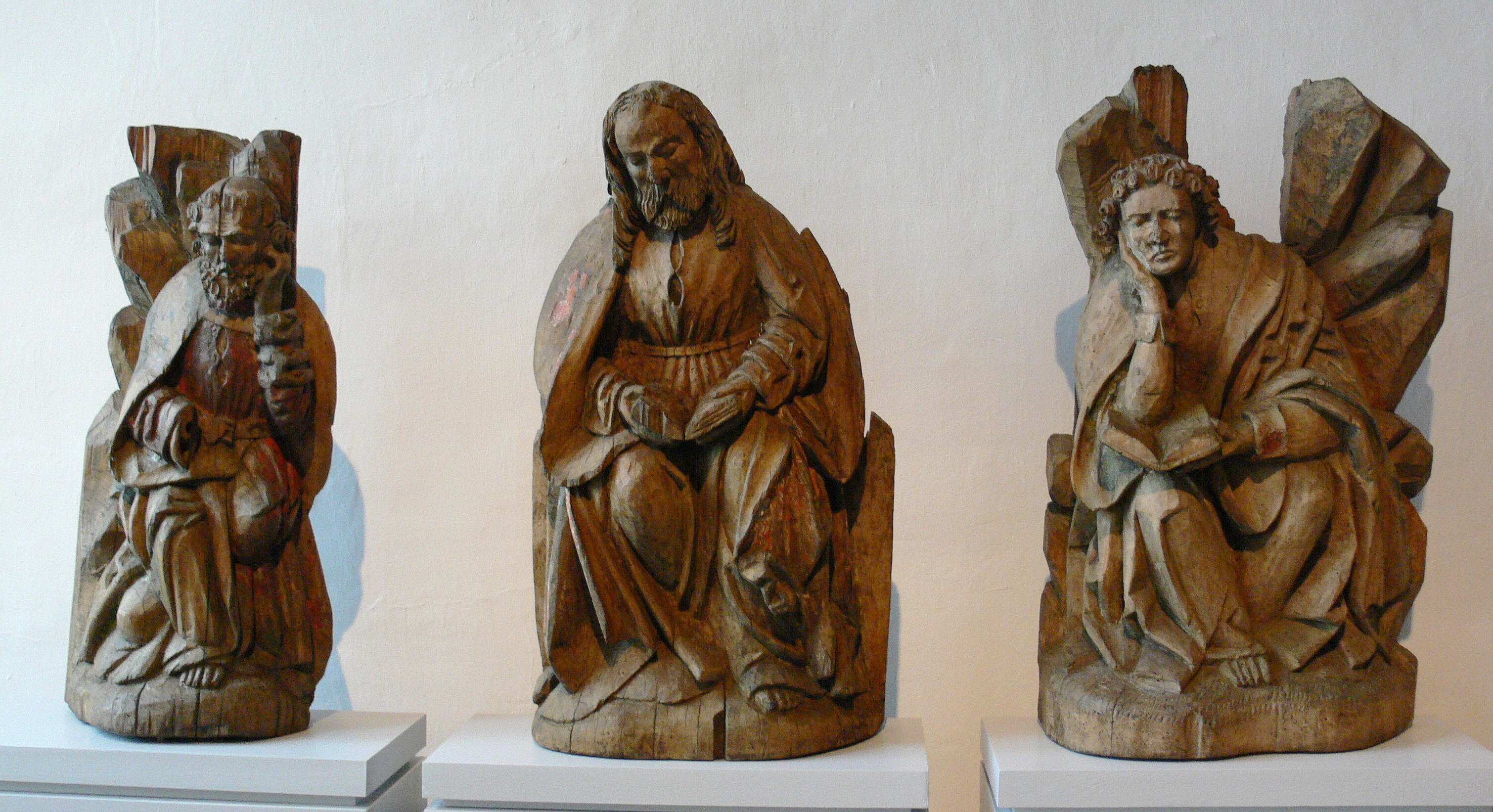
Olivetská hora, Weistropp (1500)